# 坤
坤（こん）は八卦の一つ。卦の形は☷であり、三爻すべてが陰で構成される。または六十四卦の一つであり、坤為地。坤下坤上で構成される。

## 卦象
地・順・牛・腹・母・祖母・婦徳・胃・右肩・腹・補佐役・鈍重・大衆・迷いなどを象徴する。方位としては西南を示す。
納甲では乙、五行の木、五方の東、または癸、五行の水、五方の北に当てられる。

## 方角
方位としては西南になる。全方位（東西南北）を十二支で12等分した場合、北東、東南、南西、西北が表現できないため、これと別に北から時計回りに坎（かん）、艮（ごん）、震（しん）、巽（そん）、離（り）、坤（こん）、兌（だ）、乾（けん）の八卦を使って方角を表現した。地支の未と申の間、ひつじさるを示す。

## 先天図
伏羲先天八卦における次序は八であり、方位は四正卦の一つで北に配される。陰陽消息は陰が極まったところである。